# Llista de topònims de Vilalba dels Arcs
Llista de topònims (noms propis de lloc) del municipi de Vilalba dels Arcs, a la Terra Alta
Informació actualitzada per un bot. Els canvis manuals es perdran quan s'actualitzi!

## cabana
| imatge | Nom                  | Ubicat a          | instància de | Detalls                     | coordenades                                                          | Protecció                                  | Commons (més fotos) | Dades a WD                    |
| ------ | -------------------- | ----------------- | ------------ | --------------------------- | -------------------------------------------------------------------- | ------------------------------------------ | ------------------- | ----------------------------- |
|        | Cabana               | Vilalba dels Arcs | cabana       | Estil: arquitectura popular |                                                                      | bé integrant del patrimoni cultural català |                     | Modifica les dades a Wikidata |
|        | cabana de Blasco     | Vilalba dels Arcs | cabana       |                             | 41° 08′ 23″ N, 0° 23′ 15″ E / 41.1397421863552°N,0.387451083548448°E |                                            |                     | Modifica les dades a Wikidata |
|        | cabana de Ca Tisiell | Vilalba dels Arcs | cabana       |                             | 41° 07′ 45″ N, 0° 26′ 47″ E / 41.129196671298°N,0.446524572896885°E  |                                            |                     | Modifica les dades a Wikidata |
|        | cabana del Ros       | Vilalba dels Arcs | cabana       |                             | 41° 09′ 17″ N, 0° 22′ 49″ E / 41.154765567509°N,0.380323980428158°E  |                                            |                     | Modifica les dades a Wikidata |
|        | corral d'Escolà      | Vilalba dels Arcs | cabana       |                             | 41° 09′ 13″ N, 0° 25′ 36″ E / 41.1537100667831°N,0.426566151339602°E |                                            |                     | Modifica les dades a Wikidata |
|        | corral de Blasco     | Vilalba dels Arcs | cabana       |                             | 41° 08′ 25″ N, 0° 23′ 11″ E / 41.1403057528188°N,0.386487497867714°E |                                            |                     | Modifica les dades a Wikidata |
|        | corral de Corberà    | Vilalba dels Arcs | cabana       |                             | 41° 08′ 45″ N, 0° 21′ 28″ E / 41.1457753024808°N,0.357793386825154°E |                                            |                     | Modifica les dades a Wikidata |
|        | corral de Damian     | Vilalba dels Arcs | cabana       |                             | 41° 09′ 39″ N, 0° 23′ 53″ E / 41.1608978124875°N,0.398135030787653°E |                                            |                     | Modifica les dades a Wikidata |

## casa
| imatge | Nom                             | Ubicat a          | instància de | Detalls                       | coordenades                                                                           | Protecció                                  | Commons (més fotos)                                 | Dades a WD                    |
| ------ | ------------------------------- | ----------------- | ------------ | ----------------------------- | ------------------------------------------------------------------------------------- | ------------------------------------------ | --------------------------------------------------- | ----------------------------- |
|        | Ca Silveri                      | Vilalba dels Arcs | casa         | Estil: arquitectura popular   | 41° 07′ 13″ N, 0° 24′ 37″ E / 41.12039°N,0.41017°E                                    | bé integrant del patrimoni cultural català | Ca Silveri                                          | Modifica les dades a Wikidata |
|        | Casa Aubaldesca                 | Vilalba dels Arcs | casa         | Estil: noucentisme            | 41° 07′ 15″ N, 0° 24′ 36″ E / 41.12094°N,0.40998°E ca:Pl. de la Vila, 2               | bé integrant del patrimoni cultural català | Casa Aubaldesca                                     | Modifica les dades a Wikidata |
|        | Casa Cassol                     | Vilalba dels Arcs | casa         | Estil: arquitectura popular   | 41° 07′ 15″ N, 0° 24′ 38″ E / 41.1207°N,0.41065°E ca:C. Sant Antoni, 15 - c. Abaix, 7 | bé integrant del patrimoni cultural català | Casa Cassol                                         | Modifica les dades a Wikidata |
|        | Casa Coll                       | Vilalba dels Arcs | casa         |                               | 41° 07′ 14″ N, 0° 24′ 36″ E / 41.12066°N,0.40995°E                                    | bé integrant del patrimoni cultural català | Casa Coll (Vilalba dels Arcs)                       | Modifica les dades a Wikidata |
|        | Casa Martell                    | Vilalba dels Arcs | casa         | Estil: arquitectura eclèctica | 41° 07′ 15″ N, 0° 24′ 37″ E / 41.12096°N,0.41033°E ca:Pl. de la Vila, 7               | bé integrant del patrimoni cultural català | Casa Martell                                        | Modifica les dades a Wikidata |
|        | Casa Roig                       | Vilalba dels Arcs | casa         | Estil: arquitectura popular   | 41° 07′ 13″ N, 0° 24′ 34″ E / 41.12023°N,0.40931°E                                    | bé integrant del patrimoni cultural català |                                                     | Modifica les dades a Wikidata |
|        | Cases Domènec                   | Vilalba dels Arcs | casa         | Estil: arquitectura popular   | 41° 07′ 15″ N, 0° 24′ 34″ E / 41.12072°N,0.40952°E                                    | bé integrant del patrimoni cultural català | Cases Domènec (Vilalba dels Arcs)                   | Modifica les dades a Wikidata |
|        | habitatge al carrer del Gall, 4 | Vilalba dels Arcs | casa         | Estil: arquitectura gòtica    | 41° 07′ 14″ N, 0° 24′ 36″ E / 41.12048°N,0.41006°E ca:carrer del Call, 4              | bé integrant del patrimoni cultural català | Habitatge al carrer del Call, 4 (Vilalba dels Arcs) | Modifica les dades a Wikidata |

## església
| imatge | Nom                                        | Ubicat a          | instància de    | Detalls                     | coordenades                                        | Protecció                                  | Commons (més fotos)                                         | Dades a WD                    |
| ------ | ------------------------------------------ | ----------------- | --------------- | --------------------------- | -------------------------------------------------- | ------------------------------------------ | ----------------------------------------------------------- | ----------------------------- |
|        | Ermita de la Mare de Déu dels Dolors       | Vilalba dels Arcs | església ermita | Estil: arquitectura barroca | 41° 07′ 17″ N, 0° 24′ 55″ E / 41.12149°N,0.4152°E  | bé cultural d'interès local                | Ermita de la Mare de Déu dels Dolors (Vilalba dels Arcs)    | Modifica les dades a Wikidata |
|        | Mare de Déu de Gràcia de Vilalba dels Arcs | Vilalba dels Arcs | església        | Estil: arquitectura gòtica  | 41° 07′ 17″ N, 0° 24′ 36″ E / 41.12133°N,0.41002°E | bé cultural d'interès local                | Mare de Déu de Gràcia de Vilalba dels Arcs                  | Modifica les dades a Wikidata |
|        | Sant Llorenç de Vilalba dels Arcs          | Vilalba dels Arcs | església        | Estil: arquitectura barroca | 41° 07′ 17″ N, 0° 24′ 37″ E / 41.12147°N,0.41039°E | bé cultural d'interès local                | Sant Llorenç de Vilalba dels Arcs                           | Modifica les dades a Wikidata |
|        | Sant Pau de Vilalba dels Arcs              | Vilalba dels Arcs | església        | Estil: arquitectura popular | 41° 11′ 21″ N, 0° 23′ 47″ E / 41.18908°N,0.3963°E  | bé integrant del patrimoni cultural català |                                                             | Modifica les dades a Wikidata |
|        | capella de la Mare de Déu de Montserrat    | Vilalba dels Arcs | església        | Estil: arquitectura popular | 41° 07′ 15″ N, 0° 24′ 54″ E / 41.12095°N,0.4149°E  | bé integrant del patrimoni cultural català | Capella de la Mare de Déu de Montserrat (Vilalba dels Arcs) | Modifica les dades a Wikidata |

## font
| imatge | Nom                     | Ubicat a          | instància de  | Detalls                                  | coordenades                                                                          | Protecció                                  | Commons (més fotos) | Dades a WD                    |
| ------ | ----------------------- | ----------------- | ------------- | ---------------------------------------- | ------------------------------------------------------------------------------------ | ------------------------------------------ | ------------------- | ----------------------------- |
|        | Rentadors-font          | Vilalba dels Arcs | font safareig | Estil: arquitectura popular 16th century | 41° 07′ 28″ N, 0° 24′ 52″ E / 41.12451°N,0.41455°E ca:A l'entrada del poble 405 msnm | bé integrant del patrimoni cultural català | Rentadors-font      | Modifica les dades a Wikidata |
|        | font d'Aigua d'en Serra | Vilalba dels Arcs | font          |                                          | 41° 10′ 05″ N, 0° 25′ 27″ E / 41.16794342329°N,0.42415957569062°E                    |                                            |                     | Modifica les dades a Wikidata |
|        | font d'en Vidal         | Vilalba dels Arcs | font          |                                          | 41° 09′ 51″ N, 0° 22′ 19″ E / 41.16405943006°N,0.37187161759153°E                    |                                            |                     | Modifica les dades a Wikidata |

## masia
| imatge | Nom                            | Ubicat a          | instància de | Detalls                     | coordenades                                                          | Protecció                                  | Commons (més fotos) | Dades a WD                    |
| ------ | ------------------------------ | ----------------- | ------------ | --------------------------- | -------------------------------------------------------------------- | ------------------------------------------ | ------------------- | ----------------------------- |
|        | Mas                            | Vilalba dels Arcs | masia        | Estil: arquitectura popular |                                                                      | bé integrant del patrimoni cultural català |                     | Modifica les dades a Wikidata |
|        | Mas d'Antònio Bes              | Vilalba dels Arcs | masia        |                             | 41° 06′ 58″ N, 0° 20′ 59″ E / 41.1160029730785°N,0.349734684633509°E |                                            |                     | Modifica les dades a Wikidata |
|        | Mas d'Antònio de Mau           | Vilalba dels Arcs | masia        |                             | 41° 08′ 38″ N, 0° 25′ 45″ E / 41.1438792716843°N,0.429190729910578°E |                                            |                     | Modifica les dades a Wikidata |
|        | Mas d'Escolà                   | Vilalba dels Arcs | masia        |                             | 41° 09′ 13″ N, 0° 25′ 29″ E / 41.1535441436614°N,0.424785175409011°E |                                            |                     | Modifica les dades a Wikidata |
|        | Mas d'en Mossèn Pere           | Vilalba dels Arcs | masia        |                             | 41° 07′ 36″ N, 0° 20′ 31″ E / 41.1267920681724°N,0.341879444896328°E |                                            |                     | Modifica les dades a Wikidata |
|        | Mas de Batista de les Nieves   | Vilalba dels Arcs | masia        |                             | 41° 09′ 14″ N, 0° 24′ 43″ E / 41.1538496894167°N,0.411903383651851°E |                                            |                     | Modifica les dades a Wikidata |
|        | Mas de Berenguer               | Vilalba dels Arcs | masia        |                             | 41° 10′ 26″ N, 0° 24′ 47″ E / 41.1739314576343°N,0.41296025645703°E  |                                            |                     | Modifica les dades a Wikidata |
|        | Mas de Blasco                  | Vilalba dels Arcs | masia        |                             | 41° 08′ 31″ N, 0° 23′ 09″ E / 41.141861470475°N,0.38586420625262°E   |                                            |                     | Modifica les dades a Wikidata |
|        | Mas de Ca Martí                | Vilalba dels Arcs | masia        |                             | 41° 07′ 47″ N, 0° 26′ 38″ E / 41.1297319760714°N,0.443859304529153°E |                                            |                     | Modifica les dades a Wikidata |
|        | Mas de Ca Pols                 | Vilalba dels Arcs | masia        |                             | 41° 08′ 26″ N, 0° 25′ 27″ E / 41.1406057007514°N,0.424171751729427°E |                                            |                     | Modifica les dades a Wikidata |
|        | Mas de Ca Primo                | Vilalba dels Arcs | masia        |                             | 41° 08′ 25″ N, 0° 20′ 52″ E / 41.1401869512329°N,0.347819498730418°E |                                            |                     | Modifica les dades a Wikidata |
|        | Mas de Ca Tabola               | Vilalba dels Arcs | masia        |                             | 41° 07′ 35″ N, 0° 20′ 54″ E / 41.1263002854341°N,0.348283823050207°E |                                            |                     | Modifica les dades a Wikidata |
|        | Mas de Ca Tisiell              | Vilalba dels Arcs | masia        |                             | 41° 07′ 50″ N, 0° 26′ 52″ E / 41.130433952594°N,0.44789413353958°E   |                                            |                     | Modifica les dades a Wikidata |
|        | Mas de Cabús                   | Vilalba dels Arcs | masia        |                             | 41° 09′ 55″ N, 0° 26′ 10″ E / 41.1654066133061°N,0.436108017082535°E |                                            |                     | Modifica les dades a Wikidata |
|        | Mas de Canyola                 | Vilalba dels Arcs | masia        |                             | 41° 09′ 35″ N, 0° 23′ 33″ E / 41.1598096733009°N,0.392636428952305°E |                                            |                     | Modifica les dades a Wikidata |
|        | Mas de Casa Jaumot             | Vilalba dels Arcs | masia        |                             | 41° 09′ 05″ N, 0° 23′ 50″ E / 41.1514187780471°N,0.39716357098756°E  |                                            |                     | Modifica les dades a Wikidata |
|        | Mas de Casa Leandro            | Vilalba dels Arcs | masia        |                             | 41° 07′ 51″ N, 0° 26′ 32″ E / 41.1307933803751°N,0.44217417692177°E  |                                            |                     | Modifica les dades a Wikidata |
|        | Mas de Coll                    | Vilalba dels Arcs | masia        |                             | 41° 07′ 54″ N, 0° 22′ 27″ E / 41.1315327105688°N,0.37419685936269°E  |                                            |                     | Modifica les dades a Wikidata |
|        | Mas de Cosme de Bolondro       | Vilalba dels Arcs | masia        |                             | 41° 08′ 44″ N, 0° 25′ 35″ E / 41.1454902950304°N,0.426315829148794°E |                                            |                     | Modifica les dades a Wikidata |
|        | Mas de Damian                  | Vilalba dels Arcs | masia        |                             | 41° 09′ 41″ N, 0° 23′ 52″ E / 41.1613317495532°N,0.397807993295531°E |                                            |                     | Modifica les dades a Wikidata |
|        | Mas de Ferrer                  | Vilalba dels Arcs | masia        |                             | 41° 08′ 12″ N, 0° 26′ 19″ E / 41.1366475204915°N,0.438515565740606°E |                                            |                     | Modifica les dades a Wikidata |
|        | Mas de Fesol                   | Vilalba dels Arcs | masia        |                             | 41° 07′ 38″ N, 0° 23′ 44″ E / 41.1272438394425°N,0.395534942904139°E |                                            |                     | Modifica les dades a Wikidata |
|        | Mas de Folquer                 | Vilalba dels Arcs | masia        |                             | 41° 08′ 03″ N, 0° 26′ 19″ E / 41.134040041956°N,0.43859121374209°E   |                                            |                     | Modifica les dades a Wikidata |
|        | Mas de Galano                  | Vilalba dels Arcs | masia        |                             | 41° 09′ 26″ N, 0° 22′ 10″ E / 41.1572892088003°N,0.369343146143115°E |                                            |                     | Modifica les dades a Wikidata |
|        | Mas de Granyena                | Vilalba dels Arcs | masia        |                             | 41° 09′ 55″ N, 0° 23′ 23″ E / 41.16536571692°N,0.38969703795829°E    |                                            |                     | Modifica les dades a Wikidata |
|        | Mas de Granyena                | Vilalba dels Arcs | masia        |                             | 41° 07′ 56″ N, 0° 23′ 07″ E / 41.132345°N,0.385165°E                 |                                            |                     | Modifica les dades a Wikidata |
|        | Mas de Joan Miralles           | Vilalba dels Arcs | masia        |                             | 41° 09′ 56″ N, 0° 24′ 06″ E / 41.165617401083°N,0.401726428226491°E  |                                            |                     | Modifica les dades a Wikidata |
|        | Mas de Josep Jornet            | Vilalba dels Arcs | masia        |                             | 41° 10′ 04″ N, 0° 24′ 49″ E / 41.1677049426596°N,0.413634429978284°E |                                            |                     | Modifica les dades a Wikidata |
|        | Mas de Josep Ruana             | Vilalba dels Arcs | masia        |                             | 41° 10′ 23″ N, 0° 25′ 19″ E / 41.1729522245454°N,0.421903026741308°E |                                            |                     | Modifica les dades a Wikidata |
|        | Mas de Macià                   | Vilalba dels Arcs | masia        |                             | 41° 10′ 04″ N, 0° 23′ 55″ E / 41.167909161904°N,0.398715670676969°E  |                                            |                     | Modifica les dades a Wikidata |
|        | Mas de Mallengo                | Vilalba dels Arcs | masia        |                             | 41° 10′ 57″ N, 0° 23′ 38″ E / 41.182570866402°N,0.39378212424683°E   |                                            |                     | Modifica les dades a Wikidata |
|        | Mas de Manero                  | Vilalba dels Arcs | masia        |                             | 41° 08′ 19″ N, 0° 23′ 31″ E / 41.1387346763616°N,0.39187534133398°E  |                                            |                     | Modifica les dades a Wikidata |
|        | Mas de Manolo                  | Vilalba dels Arcs | masia        |                             | 41° 07′ 27″ N, 0° 21′ 33″ E / 41.124139631032°N,0.35917293646128°E   |                                            |                     | Modifica les dades a Wikidata |
|        | Mas de Marcel·lino             | Vilalba dels Arcs | masia        |                             | 41° 08′ 01″ N, 0° 24′ 21″ E / 41.1335822682347°N,0.405803108513949°E |                                            |                     | Modifica les dades a Wikidata |
|        | Mas de Margarito               | Vilalba dels Arcs | masia        |                             | 41° 10′ 24″ N, 0° 23′ 52″ E / 41.1734351120131°N,0.397734057308275°E |                                            |                     | Modifica les dades a Wikidata |
|        | Mas de Martí                   | Vilalba dels Arcs | masia        |                             | 41° 07′ 46″ N, 0° 23′ 57″ E / 41.1293443043502°N,0.399204116882896°E |                                            |                     | Modifica les dades a Wikidata |
|        | Mas de Mingatxo                | Vilalba dels Arcs | masia        |                             | 41° 08′ 15″ N, 0° 21′ 18″ E / 41.137555178443°N,0.35506053963352°E   |                                            |                     | Modifica les dades a Wikidata |
|        | Mas de Molinos                 | Vilalba dels Arcs | masia        |                             | 41° 07′ 44″ N, 0° 22′ 25″ E / 41.1289586600273°N,0.373489543785024°E |                                            |                     | Modifica les dades a Wikidata |
|        | Mas de Nolasco                 | Vilalba dels Arcs | masia        |                             | 41° 08′ 57″ N, 0° 25′ 06″ E / 41.1492460637422°N,0.418268776111763°E |                                            |                     | Modifica les dades a Wikidata |
|        | Mas de Pallarès                | Vilalba dels Arcs | masia        |                             | 41° 07′ 13″ N, 0° 21′ 15″ E / 41.1203141566983°N,0.354301458039042°E |                                            |                     | Modifica les dades a Wikidata |
|        | Mas de Pepe del Ferrer         | Vilalba dels Arcs | masia        |                             | 41° 07′ 50″ N, 0° 25′ 38″ E / 41.1306789177664°N,0.42733587008525°E  |                                            |                     | Modifica les dades a Wikidata |
|        | Mas de Pere Ruana              | Vilalba dels Arcs | masia        |                             | 41° 10′ 07″ N, 0° 23′ 22″ E / 41.1686565071869°N,0.389556012903657°E |                                            |                     | Modifica les dades a Wikidata |
|        | Mas de Portalero               | Vilalba dels Arcs | masia        |                             | 41° 08′ 04″ N, 0° 26′ 24″ E / 41.1345796102536°N,0.439894581304161°E |                                            |                     | Modifica les dades a Wikidata |
|        | Mas de Quelo                   | Vilalba dels Arcs | masia        |                             | 41° 09′ 09″ N, 0° 24′ 59″ E / 41.1525900929544°N,0.416373892346366°E |                                            |                     | Modifica les dades a Wikidata |
|        | Mas de Ramon Cugat             | Vilalba dels Arcs | masia        |                             | 41° 10′ 58″ N, 0° 24′ 46″ E / 41.1828643831596°N,0.412882703255087°E |                                            |                     | Modifica les dades a Wikidata |
|        | Mas de Ramonet                 | Vilalba dels Arcs | masia        |                             | 41° 08′ 34″ N, 0° 25′ 13″ E / 41.142640211932°N,0.42038483599966°E   |                                            |                     | Modifica les dades a Wikidata |
|        | Mas de Ribera                  | Vilalba dels Arcs | masia        |                             | 41° 09′ 00″ N, 0° 20′ 35″ E / 41.1500498257248°N,0.343155969554176°E |                                            |                     | Modifica les dades a Wikidata |
|        | Mas de Sacatierra              | Vilalba dels Arcs | masia        |                             | 41° 07′ 49″ N, 0° 23′ 15″ E / 41.13019037688°N,0.38751905010722°E    |                                            |                     | Modifica les dades a Wikidata |
|        | Mas de Salvador de Pradera     | Vilalba dels Arcs | masia        |                             | 41° 07′ 44″ N, 0° 21′ 49″ E / 41.1289106654871°N,0.363509271631194°E |                                            |                     | Modifica les dades a Wikidata |
|        | Mas de Valls                   | Vilalba dels Arcs | masia        |                             | 41° 07′ 23″ N, 0° 20′ 37″ E / 41.1231859210537°N,0.343680670802619°E |                                            |                     | Modifica les dades a Wikidata |
|        | Mas de Vernet                  | Vilalba dels Arcs | masia        |                             | 41° 09′ 02″ N, 0° 23′ 31″ E / 41.1506727359946°N,0.392057344372924°E |                                            |                     | Modifica les dades a Wikidata |
|        | Mas de Xiveli                  | Vilalba dels Arcs | masia        |                             | 41° 09′ 02″ N, 0° 22′ 21″ E / 41.15056181424°N,0.37241108710621°E    |                                            |                     | Modifica les dades a Wikidata |
|        | Mas de l'Adroguer              | Vilalba dels Arcs | masia        |                             | 41° 07′ 36″ N, 0° 23′ 29″ E / 41.1267°N,0.391285°E                   |                                            |                     | Modifica les dades a Wikidata |
|        | Mas de l'Adroguer              | Vilalba dels Arcs | masia        |                             | 41° 06′ 25″ N, 0° 24′ 06″ E / 41.106921°N,0.40172°E                  |                                            |                     | Modifica les dades a Wikidata |
|        | Mas de l'Anita                 | Vilalba dels Arcs | masia        |                             | 41° 08′ 30″ N, 0° 21′ 15″ E / 41.141785513924°N,0.354272137402148°E  |                                            |                     | Modifica les dades a Wikidata |
|        | Mas de l'Esquilador            | Vilalba dels Arcs | masia        |                             | 41° 08′ 37″ N, 0° 21′ 02″ E / 41.143502237873°N,0.35059298623032°E   |                                            |                     | Modifica les dades a Wikidata |
|        | Mas de l'Estanquer             | Vilalba dels Arcs | masia        |                             | 41° 09′ 25″ N, 0° 24′ 37″ E / 41.156824335878°N,0.41029489862897°E   |                                            |                     | Modifica les dades a Wikidata |
|        | Mas de la Baldesca             | Vilalba dels Arcs | masia        |                             | 41° 08′ 10″ N, 0° 24′ 49″ E / 41.136180826897°N,0.41349017489972°E   |                                            |                     | Modifica les dades a Wikidata |
|        | Mas de la Gaeta                | Vilalba dels Arcs | masia        |                             | 41° 07′ 51″ N, 0° 26′ 31″ E / 41.130967014379°N,0.441881531558397°E  |                                            |                     | Modifica les dades a Wikidata |
|        | Mas de la Gertrudis            | Vilalba dels Arcs | masia        |                             | 41° 08′ 45″ N, 0° 22′ 04″ E / 41.145953819457°N,0.36782921594962°E   |                                            |                     | Modifica les dades a Wikidata |
|        | Mas de la Mònica               | Vilalba dels Arcs | masia        |                             | 41° 08′ 49″ N, 0° 22′ 46″ E / 41.146819732662°N,0.379448950313265°E  |                                            |                     | Modifica les dades a Wikidata |
|        | Mas de la Rosa                 | Vilalba dels Arcs | masia        |                             | 41° 10′ 07″ N, 0° 23′ 44″ E / 41.1686397594555°N,0.395575853313686°E |                                            |                     | Modifica les dades a Wikidata |
|        | Mas de la Victorina            | Vilalba dels Arcs | masia        |                             | 41° 08′ 18″ N, 0° 24′ 41″ E / 41.1382105401077°N,0.411351103889618°E |                                            |                     | Modifica les dades a Wikidata |
|        | Mas del Barranc de les Raboses | Vilalba dels Arcs | masia        |                             | 41° 11′ 47″ N, 0° 23′ 57″ E / 41.1964998406469°N,0.399264635909094°E |                                            |                     | Modifica les dades a Wikidata |
|        | Mas del Bombo                  | Vilalba dels Arcs | masia        |                             | 41° 10′ 37″ N, 0° 23′ 56″ E / 41.1770001205076°N,0.39885646403691°E  |                                            |                     | Modifica les dades a Wikidata |
|        | Mas del Corberà                | Vilalba dels Arcs | masia        |                             | 41° 08′ 52″ N, 0° 21′ 33″ E / 41.1477528329087°N,0.359191447377704°E |                                            |                     | Modifica les dades a Wikidata |
|        | Mas del Guerxo                 | Vilalba dels Arcs | masia        |                             | 41° 09′ 43″ N, 0° 23′ 29″ E / 41.1618952162985°N,0.391266578829951°E |                                            |                     | Modifica les dades a Wikidata |
|        | Mas del Morellà                | Vilalba dels Arcs | masia        |                             | 41° 07′ 39″ N, 0° 21′ 48″ E / 41.127509904621°N,0.363303325045849°E  |                                            |                     | Modifica les dades a Wikidata |
|        | Mas del Rasso                  | Vilalba dels Arcs | masia        |                             | 41° 08′ 15″ N, 0° 23′ 04″ E / 41.1374424163282°N,0.384540200986334°E |                                            |                     | Modifica les dades a Wikidata |
|        | Mas del Roio                   | Vilalba dels Arcs | masia        |                             | 41° 09′ 12″ N, 0° 21′ 57″ E / 41.1533839966755°N,0.365960218246996°E |                                            |                     | Modifica les dades a Wikidata |
|        | Mas del Rosset                 | Vilalba dels Arcs | masia        |                             | 41° 08′ 09″ N, 0° 26′ 39″ E / 41.1358968390051°N,0.444048721853281°E |                                            |                     | Modifica les dades a Wikidata |
|        | Mas del Sau                    | Vilalba dels Arcs | masia        |                             | 41° 09′ 31″ N, 0° 22′ 23″ E / 41.1585912877889°N,0.373116504354286°E |                                            |                     | Modifica les dades a Wikidata |
|        | Mas del Virgílio               | Vilalba dels Arcs | masia        |                             | 41° 11′ 03″ N, 0° 23′ 13″ E / 41.1842604560205°N,0.386968888523185°E |                                            |                     | Modifica les dades a Wikidata |
|        | Sénia del Perxe                | Vilalba dels Arcs | masia        |                             | 41° 10′ 23″ N, 0° 22′ 24″ E / 41.1731799579676°N,0.373415492721725°E |                                            |                     | Modifica les dades a Wikidata |

## muntanya
| imatge | Nom                          | Ubicat a                                        | instància de | Detalls | coordenades                                                         | Protecció | Commons (més fotos) | Dades a WD                    |
| ------ | ---------------------------- | ----------------------------------------------- | ------------ | ------- | ------------------------------------------------------------------- | --------- | ------------------- | ----------------------------- |
|        | Los Mollons                  | Vilalba dels Arcs Riba-roja d'Ebre la Fatarella | muntanya     |         | 41° 12′ 59″ N, 0° 24′ 08″ E / 41.2164°N,0.402247°E 358.4 msnm       |           |                     | Modifica les dades a Wikidata |
|        | Punta Redona                 | Vilalba dels Arcs Batea                         | muntanya     |         | 41° 07′ 53″ N, 0° 20′ 23″ E / 41.13130556°N,0.33961111°E 416.6 msnm |           |                     | Modifica les dades a Wikidata |
|        | Tossal de la Gaeta           | Vilalba dels Arcs                               | muntanya     |         | 41° 07′ 53″ N, 0° 26′ 47″ E / 41.13134722°N,0.44625°E 547.7 msnm    |           | Tossal de la Gaeta  | Modifica les dades a Wikidata |
|        | Turó de les Comes dels Horts | Vilalba dels Arcs                               | muntanya     |         | 41° 06′ 42″ N, 0° 24′ 26″ E / 41.1117°N,0.407286°E 465.9 msnm       |           |                     | Modifica les dades a Wikidata |

## vèrtex geodèsic
| imatge | Nom   | Ubicat a          | instància de    | Detalls   | coordenades                                                       | Protecció | Commons (més fotos) | Dades a WD                    |
| ------ | ----- | ----------------- | --------------- | --------- | ----------------------------------------------------------------- | --------- | ------------------- | ----------------------------- |
|        | Gaeta | Vilalba dels Arcs | vèrtex geodèsic | Alt: 1.2m | 41° 07′ 52″ N, 0° 26′ 49″ E / 41.131109°N,0.446999°E 552.395 msnm |           |                     | Modifica les dades a Wikidata |
|        | Horta | Vilalba dels Arcs | vèrtex geodèsic | Alt: 1.2m | 41° 06′ 42″ N, 0° 24′ 26″ E / 41.111528°N,0.407233°E 471.114 msnm |           |                     | Modifica les dades a Wikidata |

## Misc
| imatge | Nom                                       | Ubicat a          | instància de                                   | Detalls                       | coordenades                                                                       | Protecció                                  | Commons (més fotos)                  | Dades a WD                    |
| ------ | ----------------------------------------- | ----------------- | ---------------------------------------------- | ----------------------------- | --------------------------------------------------------------------------------- | ------------------------------------------ | ------------------------------------ | ----------------------------- |
|        | Ajuntament de Vilalba dels Arcs           | Vilalba dels Arcs | casa consistorial                              | Estil: arquitectura eclèctica | 41° 07′ 16″ N, 0° 24′ 36″ E / 41.12102°N,0.41004°E ca:Plaça de la Vila, 3         | bé integrant del patrimoni cultural català | Ajuntament de Vilalba dels Arcs      | Modifica les dades a Wikidata |
|        | Carrer Major                              | Vilalba dels Arcs | carrer                                         | Estil: arquitectura popular   | 41° 07′ 15″ N, 0° 24′ 35″ E / 41.12082°N,0.40981°E                                | bé integrant del patrimoni cultural català | Carrer Major (Vilalba dels Arcs)     | Modifica les dades a Wikidata |
|        | Castell de Vilalba dels Arcs              | Vilalba dels Arcs | castell                                        |                               | 41° 07′ 17″ N, 0° 24′ 37″ E / 41.121287°N,0.410331°E                              | bé cultural d'interès nacional             | Castell de Vilalba dels Arcs         | Modifica les dades a Wikidata |
|        | Centre històric de Vilalba dels Arcs      | Vilalba dels Arcs | centre històric                                | Estil: arquitectura popular   | 41° 07′ 17″ N, 0° 24′ 38″ E / 41.12128°N,0.41045°E                                | bé cultural d'interès local                | Centre històric de Vilalba dels Arcs | Modifica les dades a Wikidata |
|        | Espai històric Quatre Camins              | Vilalba dels Arcs | monument                                       |                               | 41° 06′ 35″ N, 0° 25′ 09″ E / 41.10972°N,0.419179°E ca:Els Quatre Camins 479 msnm | bé cultural d'interès local                | Espai històric Quatre Camins         | Modifica les dades a Wikidata |
|        | Granja de Misol                           | Vilalba dels Arcs | granja                                         |                               | 41° 06′ 40″ N, 0° 24′ 07″ E / 41.110976096371°N,0.401846913966402°E               |                                            |                                      | Modifica les dades a Wikidata |
|        | Jaciment arqueològic del Turó del Calvari | Vilalba dels Arcs | despoblat edifici històric                     |                               | 41° 07′ 16″ N, 0° 24′ 55″ E / 41.1210946944954°N,0.415228144680494°E              |                                            |                                      | Modifica les dades a Wikidata |
|        | Molí d'oli al Bassot                      | Vilalba dels Arcs | molí Ús: trull                                 | Estil: arquitectura popular   | 41° 07′ 22″ N, 0° 24′ 45″ E / 41.12272°N,0.41258°E                                | bé cultural d'interès local                |                                      | Modifica les dades a Wikidata |
|        | Muralla de Vilalba dels Arcs              | Vilalba dels Arcs | muralla urbana                                 |                               | 41° 07′ 13″ N, 0° 24′ 31″ E / 41.120277°N,0.408517°E                              | bé cultural d'interès nacional             |                                      | Modifica les dades a Wikidata |
|        | Vilalba dels Arcs                         | Vilalba dels Arcs | entitat singular de població capital municipal | 614 hab                       | 41° 07′ 12″ N, 0° 24′ 33″ E / 41.11988327°N,0.40907693°E 453 msnm                 |                                            |                                      | Modifica les dades a Wikidata |
|        | cementiri de Vilalba dels Arcs            | Vilalba dels Arcs | cementiri                                      | Estil: arquitectura popular   | 41° 07′ 18″ N, 0° 24′ 55″ E / 41.12162°N,0.41514°E                                | bé integrant del patrimoni cultural català | Cementiri de Vilalba dels Arcs       | Modifica les dades a Wikidata |
|        | creu de Sant Vicenç Ferrer                | Vilalba dels Arcs | creu monumental                                | Estil: arquitectura popular   | 41° 07′ 39″ N, 0° 26′ 40″ E / 41.127381°N,0.444382°E                              | bé cultural d'interès local                |                                      | Modifica les dades a Wikidata |